# آنچارتد ۳: فریب دریک
آنچارتد ۳: فریب دریک (به انگلیسی: Uncharted 3: Drake's Deception) یک بازی ویدئویی به سبک اکشن ماجراجویی است که توسط شرکت ناتی داگ ساخته شده و به‌وسیلهٔ سونی کامپیوتر انترتینمنت در ۱ نوامبر سال ۲۰۱۱، به‌طور انحصاری بر روی کنسول پلی‌استیشن ۳ منتشر شده است. این بازی سومین قسمت از مجموعه بازی‌های آنچارتد، و همچنین دنبالهٔ بازی مورد تقدیر قرار گرفته آنچارتد ۲: درمیان دزدان در سال ۲۰۰۹ به‌شمار می‌رود. داستان بازی در حالت تک‌نفره به دنبال ماجراجویی‌های نیتن دریک است که با مربی خود ویکتور سالیوان در جستجوی شهر افسانه‌ای و گمشدهٔ عمارات ستون‌دار ارم همراه شده، در حالی که با گروهی مزدور به رهبری کارفرمای سابق سالیوان، کاترین مارلو به رقابت می‌پردازند. این بازی در مکان‌های مختلفی از جمله خیابان‌های لندن، قصر شاتو در فرانسه، کلمبیا و بیابان ربع الخالی اتفاق می‌افتد. دنباله این بازی تحت عنوان آنچارتد ۴: عاقبت یک دزد در تاریخ ۱۰ مه ۲۰۱۶ برای کنسول پلی‌استیشن ۴ عرضه شد.
آنچارتد ۳: فریب دریک با واکنش‌های بسیار مطلوبی از سوی منتقدان همراه بود که صداپیشگی، گرافیک بازی، داستان و کیفیت سینمایی آن مورد تحسین قرار گرفت، اما منتقدان نسبت به خطی بودن آن انتقاداتی داشتند. گرافیک بازی نسبت به سری‌های قبلی بهتر شده است. برای مثال شخصیت‌های بازی در برخورد به دیوارها و اجسام بزرگ دستان خود را سپر برخورد خودشان به دیوار می‌کنند، و پریدن به سکوهای مختلف کمی واقع گرایانه تر شده است.

## داستان
داستان از آنجا آغاز می‌شود که نیتن دریک (نیت) به همراه ویکتور سالیوان (سالی) وارد یک بار در لندن می‌شوند تا با مردی به نام تالبوت دیدار کنند که می‌خواهد حلقهٔ نیت که متعلق به فرانسیس دریک بوده است را خریداری نماید. در میان این دیدار نیت و سالی، تالبوت را متهم می‌کنند که می‌خواهد با اسکناس‌های جعلی حلقه را بخرد و با رد کردن فروش حلقه شروع به مبارزهٔ تن به تن با افراد تالبوت می‌کنند. پس از نبرد با اراذل تالبوت، نیت و سالی از در پشتی بار وارد یک کوچه می‌شوند، اما در همین موقع توسط افراد تالبوت به سرکردگی چارلی کاتر محاصره می‌گردند. سپس رئیس تالبوت، کاترین مارلو آمده و حلقهٔ دریک را می‌دزدد. نیت می‌خواهد که آن‌ها را دنبال کند اما کارتر به او و سالی شلیک کرده و آن‌ها را می‌کشد.
داستان به بیست سال قبل بازمی‌گردد. جایی که نیتن دریک نوجوان در شهر کارتاخنا، کلمبیا در یک موزه به دنبال حلقهٔ فرانسیس دریک می‌گردد، اما نگهبانان موزه به او مشکوک شده و او را بیرون می‌اندازند. در اینجا برای نخستین‌بار نیتن دریک، سالی را می‌بیند که به نظر می‌رسد او هم به همان حلقه علاقه‌مند است. او که سعی دارد کلیدی برای دزدیدن حلقه از داخل محفظه‌اش بسازد، توسط نیت دنبال می‌شود. پس از کمی تعقیب نیت جیب سالی را می‌زند، اما سالی او را گیرانداخته و کیف پولش را پس می‌گیرد، با این وجود نیت کلید ساخته شده توسط سالی را می‌رباید. شب‌هنگام نیت داخل موزه رفته تا حلقهٔ فرانسیس دریک را برباید و در کنار آن یک وسیلهٔ رمزگشایی می‌یابد که با گذاشتن حلقه درون آن کار می‌کند. در این هنگام سالی به همراه رئیسش کاترین مارلو سر رسیده و افراد کاترین، نیت را دنبال می‌کنند. در نهایت هنگامی که نیت گیر افتاده و مأمور کاترین قصد دارد او را به قتل رساند، سالی او را نجات داده و مأمور را می‌کشد. در نهایت سالی به نیت می‌گوید که او تنها مزدور کاترین بوده و می‌تواند به او چیزهایی بیاموزد.
با بازگشت به زمان حال متوجه می‌شویم که چارلز کاتر دوست قدیمی نیت و سالی بوده و تمام اتفاقات این جلسهٔ ملاقات از پیش برنامه‌ریزی شده بود. آن‌ها به کمک کلویی فرازر کاترین و افرادش را تا یک کتابخانهٔ مخفی زیرزمینی در لندن دنبال می‌کنند و در آنجا نقشه‌ای از لورنس عربستان می‌یابند که سفر فرانسیس دریک به عربستان را نشان می‌دهد. دریک توسط ملکه الیزابت یکم مأمور بوده تا به دنبال شهر گمشدهٔ ارمدر ربع‌الخالی بگردد، شهری که تنها در قرآن از آن یاد شده است. نیت متوجه می‌شود که سرنخ‌های مربوط به این شهر در دخمه‌های صلیبی ارگی در سوریه و شاتوم در فرانسه قرار دارد و قرار می‌شود نیت و سالی به فرانسه و کلویی و چارلی به سوریه بروند.